# ملانی مایرون
ملانی مایرون (انگلیسی: Melanie Mayron؛ زادهٔ ۲۰ اکتبر ۱۹۵۲) هنرپیشه، کارگردان و تهیه‌کننده اهل ایالات متحده آمریکا است. او از سال ۱۹۷۴ میلادی تاکنون مشغول فعالیت بوده‌است. از فیلم‌هایی که وی در آن نقش داشته‌است، می‌توان به گمشده، بهشت آبی من، سد معبر بزرگ دودی و هری و تونتو اشاره کرد.